# 석좌교수
석좌교수(碩座敎授)는 기업 이나 개인이 기부한 기금으로 연구활동을 하도록 대학에서 지정된 교수나 탁월한 연구업적 또는 사회활동을 통해 국내 및 국제적으로 명성이 있는 사람을 선임하여 특별재원으로 임용한 교수이다.